# Щербакова Маріанна Валентинівна
Маріа́нна Валенти́нівна Щербако́ва (*18 січня 1910 року — †3 квітня 1991 року) — кандидат географічних наук, доцент, геоморфолог.

## Життєпис
Закінчила у 1936 році Московський державний університет імені М. В. Ломоносова.
У Київському університеті працювала з 1948 року старшим науковим співробітником Лабораторії спелеології геологічного факультету, у 1949–1980 роках доцентом кафедри геоморфології. Кандидатська дисертація «Геоморфологія Кавказу» захищена у 1947 році. Читала курси: «Загальна геоморфологія та історична геологія», «Геоморфологія СРСР», «Загальна геоморфологія», «Основи карстознавства». Автор численних науково-методичних розробок з цих курсів. Займалася проблемами теоретичної та регіональної геоморфології, фахівець по карстовим процесам, сучасним ерозійним процесам та заходам боротьби з ними. Проводила наукові дослідження в експедиціях на Кавказі, Уралі, Криму, Карпатах. Автор науково-практичних рекомендацій для виробничих організацій. Плідно працювала з вчителями та учнями шкіл міста Києва. Виступала з науково-популярними лекціями серед широких мас населення в містах та селах України, була членом бюро секції Наук про Землю товариства «Знання» УРСР, автор багатьох брошур видавництва товариства «Знання» УРСР.

## Нагороди
Ім'я Маріанни Валентинівни присвоєно малій планеті «Щербаковія» (№ 3886) у 1990 році. Нагороджена орденом Червоної Зірки, медалями: «За оборону Кавказу», «За доблесну працю».

## Наукові праці
Автор понад 50 наукових праць. Основні праці:
- (рос.) Научно-методическая разработка к стендам по общей геоморфологии Украины. К., 1960.
- До питання про сучасні та давні фізико-географічні процеси Гірського Криму. — К., 1965 (у співавторстві).
- (рос.) Минералогический и палеонтологический музеи КГУ / Информационный бюллетень КГУ. — К., 1965.